# Лоріан Ружо
Лоріа́н Ружо (фр. Lauriane Rougeau; 12 квітня 1990 року, Пуант-Клер, Квебек, Канада) — канадська хокеїстка. Олімпійська чемпіонка Ігор 2014 року, чемпіонка світу (2012).